# Вокальная музыка
Вокальная музыка — музыка, в которой голос главенствует или равноправен с инструментами, с сопровождением или a cappella.
Крупные жанры — музыкально-драматическое произведение, оратория, средние жанры — кантата, вокальный цикл, литургия, хоровой концерт, малые — вокальная миниатюра (песня, романс). Встречаются также произведения, в которых человеческий голос использован в качестве оркестровой краски («Щелкунчик» П. И. Чайковского), в ней участвует голос в сопровождении с мелодией.
Жанры вокальной музыки:
- Оперный,
- Ораториальный и тд,
- Камерный,
- Оперетта,
- Песенный.

Кантата — произведение торжественного или лироэпического склада. Ей присущ небольшой размер и однородность содержания (выражается одна тема). Опера (c латинского — труд, изделие) - вид синтетического искусства. Художественное произведение, содержание которого воплощают в сценических и музыкально-поэтических образах
Опера соединяет в едином театральном действии: вокальную сольную, вокальную ансамблевую, хоровую, инструментальную музыку (симфонический оркестр), драматургию, изобразительное искусство (декорации, костюм), хореографию (балет). В опере воплощаются все формы вокальной музыки (ария, ариозо, песня, монолог, речитатив, дуэт, трио, квартет, большие финалы с хором).
Оратория (c лат. говорю, молю) — крупное музыкальное произведение для певцов (солистов) хора и симфонического оркестра. Писались обычно на драматический и библейский сюжеты.
Камерный жанр - (лат. Камера, комната) очень обширный пласт вокальной музыки, возникший в эпоху возрождения и барокко. В это время пишутся: мадригалы, кантаты, мессы. Пение требует виртуозности и шикарности. Пишутся произведения для солистов, небольшого хора и малого состава оркестра.
Барочный стиль (причудливый) - свойственна пышность, эффекты, стремление к совмещению реальности с иллюзией. В пении рядом с кантиленой изощрённые каденции.
Мадригал - (лат. песня на родном языке) (куплеты, припевы) коротенькое стихотворение, хвалебное, льстивое, любовное, нежное, тонкое и острое. В 16 веке становится вокальной поэмой (обычно 4 — 5 человек)
В 17 веке лирические стихотворения, обращённые женщине. Кантата - произведение торжественного или лирико-эпического характера. Отличается от оратории меньшим составом оркестра, менее развитым сюжетом. Содержание светское и духовно-церковное.
Романсы — занимают очень большое место в камерном вокальном жанре. Романс-исп. (романс, петь по-романски.) стал интенсивно развиваться в 18−19 веках. Появляются элегии, баллады, драматические монологи. Чуть позже появляются песни любовного, шуточного, сатирического и трагедийного содержания. Лучшими образцами классического романса являются композиторы: Шуман, Шуберт, Чайковский, Рахманинов, Римский-Корсаков, Даргомыжский.
Оперетта (с итал. — Маленькая опера)
-музыкально-сценическое произведение комедийного характера, сочетающее в своей драматургии: музыку, танец, разговорный, диалог. В спектакле задействованы солисты, хор, оркестр, в небольшом количестве балет. Оперетта как самостоятельный жанр сложилась во Франции в середине 19 века. Создателями были драматург Флоримон Эрве и композитор Жак Оффенбах. Известность оперетте принесли композиторы: Штраус, Легар, Кальман, Дунаевский.